# Église Saint-Roch de Lisbonne
Pour les articles homonymes, voir Église Saint-Roch.
L’église Saint-Roch (en portugais Igreja de São Roque) est une importante église baroque se trouvant dans le ‘Bairro Alto’ de la ville de Lisbonne (Portugal). Construite de 1565 à 1573 comme église de la maison professe des jésuites de Lisbonne elle résiste au tremblement de terre de 1755. Lorsque les jésuites sont expulsés du Portugal (1759) église et maison professe sont attribuées à une ‘maison de miséricorde’. Aujourd’hui l’église est paroissiale, et la maison professe est un musée d’art sacré.

## Historique

### Dévotion à Saint Roch
En 1505 la ville de Lisbonne est ravagée par la peste. Une colline, en dehors des murs de la ville (maintenant quartier connu sous le nom de Bairro Alto’), est devenue lieu de sépulture des victimes de l’épidémie. Le roi du Portugal, Manuel I, envoie des émissaires à Venise pour qu’on lui ramène une relique de Saint Roch, le saint patron protecteur des victimes de la peste, dont le corps avait été transporté dans cette ville en 1485. La relique envoyée par le gouvernement vénitien, est portée en procession au haut de la colline, au milieu du cimetière des pestiférés. On érige une chapelle pour l’y conserver: elle est consacrée en 1515. Une confrérie de Saint-Roch est établie pour prendre soin des lieux et de la chapelle

### Église et maison jésuites
Peu après la fondation de la Compagnie de Jésus (en 1540) le roi Jean III de Portugal (1502-1557) obtient par l’intervention de son ambassadeur auprès du pape Paul III que deux jésuites soient envoyés dans les Indes portugaises : ce seront François Xavier et Simon Rodrigues. Impressionné par le zèle apostolique et le style de vie des jésuites le roi retient au Portugal Simon Rodrigues (avec l’accord de Saint Ignace), alors que Xavier et quelques autres prennent la mer le 7 avril 1451. 
Logeant d’abord à l’hôpital de Tous-les-Saints (aujourd’hui disparu) le petit groupe autour de Simon Rodrigues augmente, avec l’arrivée d’étudiants jésuites venus de Paris. Favorable aux Jésuites Jean III leur fait transférer l’emplacement et la chapelle de Saint Roch, après qu’un accord avec la confrérie spécifie que l’église gardera le même titre et qu’une chapelle Saint Roch sera créée à l’intérieur du bâtiment en projet. La Compagnie de Jésus prend possession des lieux le 1er octobre 1553, lors d’une cérémonie durant laquelle François de Borgia prononce le sermon. Avec le soutien de Jean III le projet d’une nouvelle église est immédiatement mis en chantier.
La première pierre est posée en 1555, mais les travaux de la nouvelle église Saint-Roch, de style baroque, commencent effectivement en 1565 et durent jusqu’en 1573. L’architecte principal en est Afonso Álvares. Dans la suite, après 1575, l’architecte italien Filippo Terzi, introduit des modifications à la façade extérieure, au plafond et à l’aménagement intérieur.

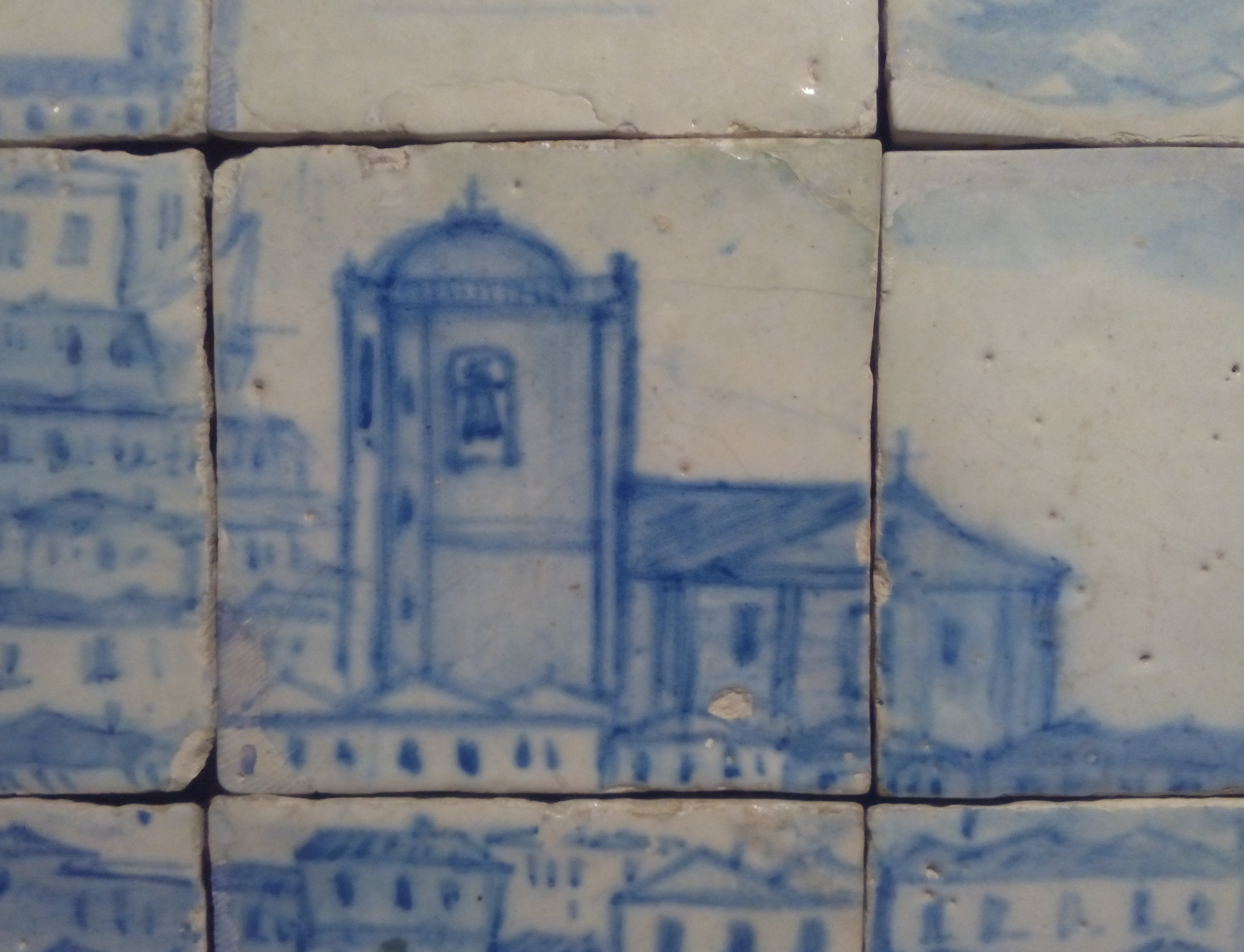
L'église Saint-Roch sur un azulejo du XVIIIe siècle

Première église jésuite hors de Rome, elle est exactement contemporaine de l’église du Gesù de Rome et en a les mêmes caractéristiques, à savoir un agencement architectural intérieur (large nef) adapté aux nouvelles exigences liturgiques et pastorales, en particulier à la prédication qui est encouragée par le concile de Trente. Elle sert durant près de 200 ans aux activités apostoliques des jésuites de la maison professe voisine.

### Période moderne
L’église et la résidence jésuites sont parmi les rares édifices qui survivent au tremblement de terre qui dévaste la ville de Lisbonne en 1755. Lorsque les jésuites sont expulsés du Portugal (1759) église et résidence auxiliaire sont octroyées par charte royale (1768) à la ‘maison de la miséricorde’ de la ville de Lisbonne qui avait perdu son siège lors du tremblement de terre. 
Aujourd’hui, la ‘Maison de la Miséricorde’ est toujours en possession des lieux, tandis que l’église est paroissiale. Une partie de l’ancienne maison professe abrite depuis le XIXe siècle un musée d’art sacré (le musée Saint Roch). L’ensemble est classé au patrimoine national du Portugal.

## Description
Le plan de l'église est simple et spacieux : une large nef, prolongée par un sanctuaire carré et peu profond. Le transept est quasi inexistant. Au milieu de la nef et des deux côtés: des chaires de vérités élevées sont incorporées aux pilastres. Ce modèle, appelé parfois ‘église-salle’, est commode pour la prédication et sera fréquemment reproduit dans d’autres églises de l’ordre jésuite, au Portugal et dans les villes coloniales portugaises au Brésil et en Extrême-Orient. On parle alors de ‘style baroque jésuite’.
Des huit chapelles latérales (sur les bas-côtés) la plus notable est la chapelle dédiée à Saint Jean-Baptiste (XVIIIe siècle). Conçue et construite à Rome par Nicola Salvi et Luigi Vanvitelli, avec marbre et matériau italien (dont de nombreuses pierres précieuses) elle fut démontée, transportée par bateau à Lisbonne et réassemblée dans l’église Saint-Roch.